# Nobutaka Shiōden
Nobutaka Shiōden (四王天 延孝, Shiōden Nobutaka) (2 septembre 1878 - 8 août 1962) est un général de l'armée impériale japonaise qui fut également législateur à la Diète du Japon. 
Devenu un fervent antisémite et un partisan de la théorie du complot juif lors de sa formation militaire en France, il retraduit en japonais les Protocoles des Sages de Sion et devient un actif propagandiste de l'antisémitisme au Japon pendant la Seconde Guerre mondiale et dans le Japon d'après-guerre.

## Biographie
Né dans la famille Nishimura, ancienne famille de samouraïs du domaine de Maebashi, il est adopté par l'ancien samouraï Shiōden Masa'aki (四王天 政彬) du domaine de Kawagoe. Ayant grandi dans la préfecture de Saitama, il sort diplômé de la 11e promotion de l'académie de l'armée impériale japonaise en novembre 1899 et est nommé sous-lieutenant dans la garde impériale. Il sert à divers postes, dont quelque temps dans l'armée japonaise de garnison de Chine, ainsi qu'à diverses positions administratives à l'État-major de l'armée impériale japonaise. Il sort diplômé de l'école militaire impériale du Japon en 1909. 
Durant la Première Guerre mondiale, Shiōden est envoyé en France en tant qu'attaché militaire et observateur officiel de l'armée japonaise. Pendant son séjour à Paris, il est exposé à la théorie générale qu'une conspiration juive est derrière la guerre et commence des recherches sur la franc-maçonnerie et le prétendu « problème juif », et finit par devenir un fervent antisémite et le porte-parole de la propagande antisémite au Japon.
Shiōden participe ensuite à l'intervention en Sibérie durant laquelle il est influencé par les Russes blancs. En 1920, il est affecté au bureau des opérations spéciales à Harbin au sein de l'armée japonaise du Guandong. Harbin est alors le foyer d'une grande communauté russe, dont beaucoup sont juifs. Fervent partisan de l'aviation militaire depuis ses expériences de première main durant la Première Guerre mondiale, Shiōden retourne au Japon en 1922 pour assumer le commandement de l'école du service aérien de l'armée impériale japonaise. Il sert plus tard au bureau de l'aviation militaire de l'État-major. En 1924, il est promu major-général.
En 1928, il sert à l'État-major de la 16e division et de la 3e division. Il est promu lieutenant-général en 1929 et entre dans la réserve la même année. Il est plus tard actif dans diverses organisations d'extrême-droite. En 1936, il retraduit en japonais les Protocoles des Sages de Sion depuis le français. Quand le ministère des Affaires étrangères fonde le « groupe d'études de la politique internationale et des affaires économiques » pour la recherche sur les juifs en 1936, Shiōden en est nommé directeur. Il participe à ce titre en 1938 à la conférence antisémite d'Erfurt en Allemagne nazie et rencontre Julius Streicher à Nuremberg, l'éditeur du journal antisémite Der Stürmer dont l'édition de juin 1939 dédie d'ailleurs une page entière au « Général Shiōden, le Japonais antisémite ». Il lui écrit une lettre dans laquelle il dit : « Je suis heureux de vous informer que l'abondante somme d'informations réunie pendant mon séjour en Allemagne a été traduite en japonais par des experts. Cela permettra aux Japonais d'être avertis du plan juif de domination du monde ».
En juillet 1941, Shiōden publie Yudaya shisō oyobi undō (« Les Juifs : Leurs pensées et leurs mouvements ») avec une introduction de l'ancien Premier ministre du Japon Hiranuma Kiichirō. L'ouvrage prétend décrire le pouvoir excessif des juifs dans différents pays et leur but secret de dominer le monde. Shiōden rejette les vues de ceux qui « sont charmés par la gentillesse juive [...] et admirent leurs réalisations économiques, scientifiques et religieuses ». Il rejette également la théorie sur l'origine commune des Japonais et des Juifs et prétend qu'elle fait partie de la propagande des soldats juifs de l'armée russe qui essaye d'expliquer la raison de la défaite durant la guerre russo-japonaise de 1904-05. Bien que Shiōden décrit favorablement les colonies sionistes en Palestine mandataire, il lance un avertissement contre la création d'un État juif qui deviendrait selon lui un centre mondial des conspirations juives. Pour illustrer l'attachement juif à la Palestine, il écrit que « même le fameux scientifique juif Einstein », après avoir visité le Japon, a annoncé à l'« université juive » de Jérusalem que la Palestine est la terre promise des juifs.
Shiōden gagne une certaine notoriété avec ses articles et prêches antisémites et l'antisémitisme devient la base de sa politique. Durant les élections législatives japonaises de 1942, il reçoit plus de votes dans son district électoral de Tokyo qu'aucun autre candidat dans tout le pays. Cependant, même lui ne s'autorise pas à défendre le massacre des juifs. Dans un article du Kokumin Shinbun du 15 juin 1942, il écrit : « À présent, les juifs en extrême-orient ne sont environ que cent mille mais nous ne devrions pas sous-estimer leur influence. [...] Bien sûr, je ne prétend pas que nous devrions les massacrer mais nous ne devrions pas les traiter comme des citoyens des pays de l'Axe ».
Il sert ensuite au poste honorifique de président de l'association impériale de l'aviation qui fait la promotion du développement de l'aviation militaire japonaise et organise des campagnes de donations pour financer de nouveaux avions. De 1942 à 1945, il sert comme membre de la chambre des pairs de la Diète du Japon.
Après la reddition du Japon, Shiōden est arrêté par les forces d'occupation américaines mais n'est pas jugé pour crimes de guerre et est libéré en 1947.